# Transliteración de los jeroglíficos
Transliteración de los jeroglíficos, en egiptología, es el proceso que permite editar un texto, de escritura jeroglífica, hierática o demótica, utilizando símbolos alfabéticos o letras, de tal modo que a cada uno de estos símbolos corresponda un jeroglífico –o su equivalente en hierático o demótico– y viceversa. Este proceso facilita la edición de textos y la comprensión de los escritos; por ejemplo: cuando no se puede incluir dibujos o fotografías, o cuando los caracteres son complejos.
Es importante hacer notar la diferencia entre transcripción y transliteración de un texto. La transcripción intenta reproducir la pronunciación de las palabras mientras que la transliteración traslada fielmente el texto con ayuda de letras, o símbolos, de otro sistema de escritura. Por ejemplo, el nombre del fundador de la Dinastía XXII de Egipto es transliterado como «ššnq» pero transcrito como Sheshonq en castellano, Shoshenq en inglés, Sjesjonk en neerlandés y Scheschonq en alemán.
Nuestros conocimientos sobre la fonética del Antiguo Egipto son muy incompletos, la inmensa mayoría de las transcripciones de esta lengua son de naturaleza teórica. Los egiptólogos generalmente se apoyan en la transcripción para las publicaciones científicas con finalidad no lingüística.

## Transliteraciones convencionales
Aunque la transliteración es un elemento esencial de la egiptología, no existe un sistema unificado de transcripción para la escritura jeroglífica, hierática, o demótica. Parece que hay tantas transcripciones como egiptólogos, pero, en realidad, hay varios sistemas similares que se pueden considerar convencionales.
Los egiptólogos utilizan preferentemente el sistema de Sir Alan Gardiner, que data de 1927 (1.ª edición de su Gramática Egipcia). Muchos germanófonos prefieren en cambio el de Erman y Grapow, descrito en Wörterbuch der aegyptischen Sprache (Diccionario de la lengua egipcia, Adolf Erman y Hermann Grapow 1926-1953), como diccionario de referencia.
Ciertos egiptólogos utilizan el Alfabeto Fonético Internacional o API para la transcripción e intentan acercarse así a una transcripción adecuada, particularmente Wolfgang Schenkel (en Crónica de Egipto, Bruselas, no 125 (1988)), cuyo sistema de transcripción es utilizado sobre todo en Alemania y en otros países germanófonos. Otra propuesta, de Thomas Schneider (2003), todavía más próxima al API, apenas se impuso. La principal crítica a estos dos sistemas es que dan la impresión de una exactitud científica respecto a la pronunciación del idioma egipcio, pero los conocimientos en esta área son muy limitados. Además, estos sistemas reflejan la pronunciación teórica del egipcio medio, y no de la lengua antigua o la más reciente.

## Transliteraciones informáticas

### Transliteraciones utilizando ASCII
Con el acceso a la informática se planteó el problema de escribir textos jeroglíficos mediante sistemas informáticos. Al no poseer los teclados los caracteres fonéticos utilizados por el sistema de transcripción científica, fue necesario encontrar una alternativa que utilizara solo las letras latinas del código ASCII, sin signos diacríticos. Así es como en 1984, una transcripción que emplea solo caracteres ASCII fue propuesta por un grupo de egiptólogos, en una reunión titulada «Mesa redonda de informática y egiptología», publicada en 1988 (Buurman, Grimal, y al., 1988). Es el sistema que se conoce bajo el nombre de «Manual de codificación», o MdC, que tiene como título: Inventario de los signos jeroglíficos con vistas a su paso al mundo informático: Manual de codificación de los textos jeroglíficos con vistas a su paso al ordenador.
Además de permitir una transcripción simple de los jeroglíficos en signos alfabéticos, el sistema del Manual de codificación permite también codificar datos visuales, como la composición espacial de los jeroglíficos (no se escriben los jeroglíficos de manera lineal, sino agrupados), la orientación, solape, o algunas partes dañadas en ciertos jeroglíficos. Es el sistema utilizado, a veces, una adaptación de varios software especializados en escritura informática de jeroglíficos, tales como WinGlyph, MacScribe, InScribe, Glyphotext, o WikiHiero.

El MdC utiliza una codificación doble: una codificación bijectif que hace corresponder a cada jeroglífico un código único (de la «lista de Gardiner») y una codificación parcial que permite utilizar la transcripción del grafías más corrientes. Por ejemplo, b sirve para codificar 
| D58 |

 , pronunciado b, cuya referencia numérica es D58.

### Transliteraciones utilizando Unicode
La tecnología Unicode hace posible escribir textos egipcios utilizando una tecnología adaptada y creada para la ocasión, sin poder utilizar caracteres dados, como en este caso. Sin embargo, tres caracteres no están incluidos en la especificación Unicode 4.0, pero han sido propuestos para Unicode 4.1. Son los caracteres denominados alef (representado en mayúscula por <Ȝ> Unicode U+021C, y en minúscula por <ȝ> Unicode U+021D), yodh (representado por <ỉ> Unicode U+1EC9) y ayin (representado por <ˁ> Unicode U+02C1). Notar que la letra mayúscula que corresponde a <ẖ> está disponible solo bajo forma descompuesta (i.e. H Mayúscula + subrayado), lo que implica en el estado actual de la técnica y el resultado depende mucho de las fuentes y software utilizado.
Es este uso que repite la codificación de Gardiner (más las mayúsculas) y abandona a la de Grimal (principios de la informatización de donde un código puramente ASCII, ver más arriba) que será utilizado preferentemente en las publicaciones.

#### Caracteres especialesUnicode(con valorUTF-8) utilizados
| Carácter   | Nombre                                         | Unicode         | UTF8            |
| ---------- | ---------------------------------------------- | --------------- | --------------- |
| __________ | ______________________________                 | _______________ | _______________ |
| Ȝ          | Latin capital letter YOGH                      | 021C            | C8 9C           |
| ȝ          | Latin small letter YOGH                        | 021D            | C8 9D           |
| ˁ          | Letter reversed glottal stop AYIN              | 02C1            | CB 81           |
| Ḥ          | Latin capital letter H with dot below          | 1E24            | E1 B8 A4        |
| ḥ          | Latin small letter with dot below              | 1E25            | E1 B8 A4        |
| Ḫ          | Latin capital letter H with breve below        | 1E2A            | E1 B8 AA        |
| ḫ          | Latin small letter H with breve below          | 1E2B            | E1B8 AB         |
| ẖ          | Latin small letter H with line below           | 1E96            | E1 BA 96        |
| H̱          | Latin capital letter H, Combining macron below | 0048 0331       | 48 CC B1        |
| Š          | Latin capital letter S with caron              | 0160            | C5 A0           |
| š          | Latin small letter S with caron                | 0161            | C5 A1           |
| Ḳ          | Latin capital letter K with dot below          | 1E32            | E1 B8 B2        |
| ḳ          | Latin small letter K with dot below            | 1E33            | E1 B8 B3        |
| Ṯ          | Latin capital letter T with line below         | 1E6E            | E1 B9 AE        |
| ṯ          | Latin small letter T with line below           | 1E6F            | E1 B9 AF        |
| Ḏ          | Latin capital letter D with line below         | 1E0E            | E1 B8 8E        |
| ḏ          | Latin small letter D with line below           | 1E0F            | E1 B8 8F        |

## Demótico
Como última evolución de la lengua egipcia pre-copta, la escritura demótica ha sido transcrita, durante mucho tiempo, de la misma manera que la hierática y jeroglífica. Sin embargo, desde 1980, los especialistas adoptaron un sistema estándar internacional, uniforme y único, se basaron en el sistema tradicional de transcripción del egipcio, pero lo complementaron con signos propios del demótico. Utiliza este método el Demotic Dictionary of the Oriental Institute of the University of Chicago (CDD).
- (en francés) Françoise de Cenival, 1980, "Unification des méthodes de translittération." Enchoria: Zeitschrift für Demotistik und Koptologie 10:2 - 4.
- (en inglés) Janeth H Johnson, 1980, "CDDP Transliteration System." Enchoria 10:5 - 6.
- (en inglés) Janet H Johnson, 1991, Thus Wrote 'Onchsheshonqy: An Introductory Grammar of Demotic. 2nd ed. Studies in Ancient Oriental Civilization 45. Chicago: University of Chicago Press.
- (en inglés) William John Tait, 1982, "The Transliteration of Demotic." Enchoria 11:67 - 76.
- (en alemán) Heinz Josef Thissen, 1980, "Zur Transkription demotischer Texte." Enchoria 10:7 - 9.

## Tabla de transliteraciones convencionales
| A |

| A |

| i |

| i |

| i | i |

| i | i |

| a |

| a |

| w |

| w |

| b |

| b |

| p |

| p |

| f |

| f |

| m |

| m |

| n |

| n |

| r |

| r |

| h |

| h |

| H |

| H |

| x |

| x |

| X |

| X |

| z |

| z |

| s |

| s |

| S |

| S |

| q |

| q |

| k |

| k |

| g |

| g |

| t |

| t |

| T |

| T |

| d |

| d |

| D |

| D |

## Ejemplos de transliteraciones
Ejemplo de un texto en escritura jeroglífica y sus diferentes transliteraciones.
Texto en escritura jeroglífica utilizando el programa WikiHiero de Wikipedia:
| M23 | X1 · R4 | X8 | Q2 · D4 | W17 | R14 | G4 | R8 | O29 · V30 | U23 | N26 | D58 | O49 · Z1 | F13 · N31 | V30 · N16 · N21 · Z1 | D45 · N25 |

El mismo texto, transliterado, según la grafía de:
Erman & Grapow 1926 - 1953 (Wörterbuch der aegyptischen Sprache)
- ḥtp-dỉ-nśwt wśỉr ḫntỉj ỉmntjw nṯr ˁ3 nb 3bḏw wp-w3wt nb t3 ḏśr

Gardiner 1957
- ḥtp-dỉ-nsw wsỉr ḫnty ỉmntyw nṯr ˁ3 nb 3bḏw wp-w3wt nb t3 ḏsr

Buurman, Grimal, et al. 1988 (Manual de codificación)
- Htp-di-nswt wsir xnty imntiw nTr aA nb AbDw wp-wAwt nb tA Dsr

Schenkel 1991
- ḥtp-dỉ-nswt wsỉr ḫnty ỉmntjw nčr ˁ3 nb 3bč̣w wp-w3wt nb t3 č̣sr

Allen 2000
- ḥtp-dj-nswt wsjr ḫntj jmntjw nṯr ˁ3 nb 3bḏw wp-w3wt nb t3 ḏsr

Schneider 2003
- ḥtp-ḍỉ-nśwt wśỉr ḫnty ỉmntjw ncr ɗɹ nb ɹbc̣w wp-wɹwt nb tɹ c̣śr

La versión legible por el programa WikiHiero:
- M23-X1:R4-X8-Q2:D4-W17-R14-G4-R8-O29:V30-U23-N26-D58-O49:Z1-F13:N31-V30:N16:N21*Z1-D45:N25